# Italienisches Windspiel
Das Italienische Windspiel ist eine von der FCI anerkannte italienische Hunderasse (FCI-Gruppe 10, Sektion 3, Standard Nr. 200). In Deutschland wird die Rasse vom Deutschen Windhundzucht- und Rennverband e. V. betreut.

## Herkunft und Geschichtliches
Das Italienische Windspiel ist eine alte italienische Rasse, die wie viele Mittelmeerwindhunde von der ägyptischen Windhundart Tesem abstammen könnte. Diese kam von Ägypten nach Griechenland und von dort aus nach Rom und wurde zum Lieblingshund der Patrizierinnen. Im 14. Jahrhundert verbreitete sich das Windspiel über ganz Europa und fand auch an Fürstenhöfen begeisterte Liebhaber, darunter der preußische König Friedrich II. Johann Gottfried Schadow verewigte diese Vorliebe in einer Statuette des Königs mit seinen Hunden.

## Beschreibung
Das Italienische Windspiel besitzt in verfeinerter Form alle Merkmale des großen Windhundes. Bei einer Größe von 32 bis 38 cm wird es bis 5 kg schwer. Dieser Hund ist sehr graziös und elegant, er hat kurzes, feines, weich-seidiges Haar mit den Farben schwarz, grau, schiefergrau und gelb (it. isabella) in allen möglichen Nuancen. Zweifarbige Windspiele sind in den USA (AKC) und England (KC) zugelassen, jedoch im FCI-Standard nicht gestattet. Letzterer toleriert weiße Abzeichen lediglich an Brust und Pfoten.
Im Herbst 2015 wurde der europäische Standard von der FCI überarbeitet und die englische Nomenklatur von Italian Greyhound in Italian Sighthound geändert. Die Änderungen des Standards haben mit dem 1. Januar 2016 Gültigkeit erlangt. Eine deutsche Übersetzung des Namens liegt zurzeit noch nicht vor.
In Deutschland wird die Rasse Italienisches Windspiel vom Deutschen Windhundzucht- und Rennverband e. V. (DWZRV), Duisburg betreut. Derzeitiges Zuchtkommissionsmitglied für die Rasse ist dort Karina Krieger.

## Verwendung
Dieser Hund gilt als fröhlich und intelligent. Er ist ein guter Begleithund bei höheren Temperaturen. Er wird auch bei Hunderennen und Coursing eingesetzt. Windspiele können äußerst temperamentvolle Hunde sein.

## Haltung
Italienische Windspiele sind anspruchsvoll in der Haltung. Sie brauchen verhaltensgerechten Auslauf und Beschäftigung.